# Бердыев, Таган Бердыевич
Таган Бердыевич Бердыев — туркменский учёный и политический деятель, академик АН Туркменской ССР.

## Биография
Родился 2 (15) июня 1911 года в семье бедного крестьянина в селе Дайна Красноводского уезда Закаспийской области (ныне — Махтумкулийский этрап Балканского велаята Туркмении). Член ВКП(б) с 1940 года.
Окончил советскую школу в Бахарденском районе в 1925 году. В 1925—1929 гг. учащийся педагогического техникума.
- 1929—1931 — учитель русского и туркменского языка и литературы средней школы в Кара-Калинском районе.
- 1931 — боец коммунистического отряда по борьбе с басмачеством в районе Дарган-Ата.
- 1931—1933 — учёба в Ашхабадском институте педагогики
- 1933—1937 — завуч педтехникума в Мары, завуч педрабфака и директор педучилища в Ашхабаде
- 1937—1938 — обучение на курсах при ЦК ВКП(б) (Москва).
- 1938—1940 — начальник управления, зам. наркома просвещения Туркменской ССР.
- 1940—1947 — нарком (министр) просвещения Туркменской ССР.
- 1947—1951 — зам. председателя Совета Министров Туркменской ССР, одновременно в 1947—1955 министр иностранных дел Туркменской ССР.
- 1951—1956 — президент АН Туркменской ССР.
- 1956—1959 — профессор кафедры педагогики Туркменсиого государственного университета имени М. Горького.
- 1959—1965 — академик-секретарь Отделения общественных наук АН Туркменской ССР.
- 1965—1967 — директор Центральной научной библиотеки АН Туркменской ССР.
- с мая 1967 по декабрь 1970 г. — на пенсии по состоянию здоровья.
- с декабря 1970 по октябрь 1973 — директор Центральной научной библиотеки АН Туркменской ССР.
- с октября 1973 г. — старший научный сотрудник-консультант Отдела философии и права АН Туркменской ССР.

Кандидат (1943), доктор (1951) педагогических наук, профессор.
Избирался депутатом Верховного Совета СССР 2-го созыва.
Умер 12 декабря 1985 года.

### Сочинения
- Очерки по истории школы Туркменской ССР / Акад. наук Туркм. ССР. — Ашхабад: Изд-во Акад. наук Туркм. ССР, 1960. — 148 с.